# 휴-스토빈 증후군
휴-스토빈 증후군 (Hughes-Stovin syndrome)은 원인 불명의 희귀 질환으로, 다발성 폐동맥 동맥류와 심부 정맥 혈전증을 일으킨다. 이름은 1959년 이 증후군을 처음으로 기술한 영국 의사 존 패터슨 휴와 피터 조지 잉글 스토빈의 이름을 따 붙여줬다. 이 병은 베체트 병 (Behçet's disease)의 희귀한 이형이다. 대부분의 환자는 20대에서 40대 사이의 젊은 성인이다. 임상 증상으로는 고열과 토혈이 있다. 방사선학적 소견은 베체트 병과 비슷하다.

## 일반 증상
- 다발성 폐동맥 동맥류[2]
- 말초 혈관 혈전증[2]
- 재발성 고열[2]
- 오한[2]
- 토혈[2]
- 기침[2]

## 하우스
미국 인기 메디컬 드라마 하우스의 시즌 6 에피소드 11 The Down Low에서, 주인공 환자는 끝내 휴-스토빈 증후군을 진단받고 사망한다. 실제 경우에서였다면, 환자는 정맥의 다발성 혈전증으로 뇌척수액압이 증가했을 것이며, 이는 휴-스토빈 증후군을 진단할 수 있는 단서가 되었을 것이다. 또, 하우스에 나온 것과는 달리 색전 (embolism)은 위장관 쪽 혈관이 아니라 폐의 혈관으로 가는 경우가 더 많다.